# Gare de Negishi (Kanagawa)
Pour les articles homonymes, voir Negishi.
La gare de Negishi (根岸駅, Negishi-eki) est une gare ferroviaire de la ville de Yokohama, dans la préfecture de Kanagawa au Japon. La gare est exploitée par la compagnie JR East.

## Situation ferroviaire
La gare est située au point kilométrique (PK) 7,1 de la ligne Negishi. Elle marque également de début de la ligne de fret Honmoku, exploitée par la compagnie Kanagawa Rinkai Railway. 

## Histoire
La gare de Negishi a été inaugurée le 19 mai 1964.

## Service des voyageurs

### Accueil
La gare dispose d'un bâtiment voyageurs, avec guichets, ouvert tous les jours.

### Desserte
- Ligne Negishi :
  - voie 1 : direction Ōfuna
  - voie 2 : direction Yokohama (interconnexion avec la ligne Keihin-Tōhoku pour Tokyo et Ōmiya)